# مذبحة برادينا
مذبحة برادينا هي القتل الجماعي لما لا يقل عن 48 مدني من صرب البوسنة والهرسك على أيدي قوات البوشناق وكروات البوسنة والهرسك المشتركة في 25 مايو 1992 في قرية برادينا الواقعة في بلدية كونييتش خلال حرب البوسنة والهرسك.

## الخلفية
خلال الحرب في البوسنة والهرسك كان كونييتش موقع استراتيجي مهم بسبب خط السكك الحديدية الذي مر عبر كونييتش من بلوتشي في كرواتيا إلى وسط البوسنة والهرسك والطريق السريع إم 17 الواقع بين موستار وسراييفو والذي يتكون من العديد من الأنفاق والجسور في حين أن البلدية تخدم كخط اتصال مهم من سراييفو إلى أجزاء أخرى كثيرة من الدولة بالإضافة إلى تشكيل خط إمداد للقوات البوسنية. بحلول منتصف أبريل 1992 حاصرت القوات الصربية كونييتش بشكل فعال وأقامت نقاط تفتيش في برادينا في الشمال وبالتالي السيطرة على ممر جبل إيفان على الطريق إم 17 المؤدي إلى سراييفو وأيضا إغلاق الطريق السريع المؤدي إلى موستار من قرية دوني سيلو إلى الغرب. كان لقوات الدفاع الإقليمية البوسنية ومجلس الدفاع الكرواتي في ذلك الوقت مصلحة مشتركة في الاتحاد ضد القوات الصربية وشنت عملية عسكرية مشتركة في 20 مايو 1992 تهدف في المقام الأول إلى فك الطرق المؤدية إلى سراييفو وموستار بعد فشل مفاوضات واضحة مع القيادة الصربية.

## العمليات والقتل
قُصفت قرية برادينا في 25 مايو 1992 وظهر جنود بزي مموه وأسود يطلقون نيران أسلحتهم ويشعلون النيران في المباني. تم إحراق الكنيسة الأرثوذكسية المحلية والقرية نفسها بالكامل. وقتل 48 مدنيا صربيا خلال الهجوم. يُعتقد أن ما يصل إلى 54 ضحية قتلوا في هجوم استمر ثلاثة أيام حيث ألقى الجناة أيضا 26 جثة داخل حفرة أمام الكنيسة الأرثوذكسية. أفاد شهود عيان بحالات أجبر فيها المقاتلون المسلمون الرجال الصرب على الركوع وقول الله أكبر قبل إعدامهم.
قبل هجوم برادينا استهدفت قوات الدفاع الإقليمية البوسنية المشتركة وقوات مجلس الدفاع الكرواتي أيضا القرى المحيطة في دوني سيلو وسيريتشي وبييلوفسينا وبرداني. تم نقل العديد من الرجال إلى معسكر سيليبتشي ومعسكر موسالا في كونييتش. تم احتجاز معظم النساء والأطفال في برادينا في مدرسة ابتدائية محلية حيث ورد أنهم تعرضوا لسوء المعاملة. كما احتُجز ما يقرب من 3000 مدني صربي من برادينا وما لا يقل عن خمس قرى أخرى في نفق سكة حديد مظلم لعدة أيام دون طعام أو ماء.

## الاعتقالات والمحاكمة
في 4 ديسمبر 2017 اعتقلت وكالة التحقيق والحماية الحكومية في البوسنة والهرسك 13 رجل يشتبه في مشاركتهم في هجوم واسع النطاق ومنهجي على مجتمع صرب البوسنة والهرسك المحليين في ربيع وصيف عام 1992 بهدف طردهم من كونييتش وبرادينا والقرى المحيطة. تمت محاكمة 14 رجل كانوا يشغلون مناصب قيادية في القوات البوسنية والكرواتية وكذلك الشرطة المحلية ووجهت إليهم تهم القتل والاعتقال والاغتصاب والتعذيب وإساءة معاملة السكان الصرب في كونييتش فضلا عن حرق ممتلكاتهم والكنيسة الأرثوذكسية المحلية.

## الذكرى
في 25 مايو 2018 حضر الممثل السامي للبوسنة والهرسك فالنتين إنزكو حفل تأبين لضحايا المجزرة.